# Ли Сон Джин
Ли Сон Джин (кор. 이성진; 7 марта 1985, Чхунчхон-Намдо, Южная Корея) — корейская спортсменкка, двукратная Олимпийская чемпионка по стрельбе из лука в командном первенстве 2004 и 2008 годов. Увлекается пением и прослушиванием музыки.